# Kordun
Kordun, o Cordone, è una regione centrale appartenente alla Croazia. Si estende dal fondo della Petrova Gora, sino ai fiumi Korana e Slunjčica, al confine con la Bosnia-Erzegovina. Il confine meridionale del Kordun tocca la regione Lika. La maggior parte della regione, con il suo centro Slun, appartiene alla Contea di Karlovac, mentre Gvozd appartiene alla Contea di Sisak-Moslavina. In passato, questa regione si trovava nei pressi della Frontiera militare degli Asburgo con l'Impero ottomano.
La zona è ricca di legno. Durante la guerra d'indipendenza croata nel 1990, la regione subì ingenti danni di guerra e gran parte della popolazione croata fuggì, cacciata dalle unità paramilitari serbe. Nel 1991 fu occupata dall'esercito serbo, fino a quando, nel 1995, l'esercito croato riconquistò il territorio. Oggi, la situazione economica sta lentamente migliorando, ma c'è ancora una tendenza di grande emigrazione dalla regione alle grandi città.
Un tipico fenomeno di questa regione è il carsismo, dovuto alla composizione calcarea del suolo, che crea numerosi crateri come le doline. Vi sono anche diversi sistemi fluviali sotterranei, di cui molti non sono stati ancora scoperti o che ancora hanno bisogno di un esame approfondito. Inoltre, il suolo tipico della regione Kordun è una terra di colore rosso.